# Campionati europei maschili di sollevamento pesi 1988
I Campionati europei maschili di sollevamento pesi 1988, 69ª edizione della manifestazione, si svolsero a Cardiff dal 26 aprile al 3 maggio; successivamente si tenne anche la 1ª edizione femminile dei campionati, che si svolsero in una sede diversa, a Città di San Marino.

## Titoli in palio
| Categoria            | Eventi         | Atleti |
| -------------------- | -------------- | ------ |
| Pesi mosca           | Fino a 52 kg   | 8      |
| Pesi gallo           | Fino a 56 kg   | 11     |
| Pesi piuma           | Fino a 60 kg   | 10     |
| Pesi leggeri         | Fino a 67.5 kg | 10     |
| Pesi medi            | Fino a 75 kg   | 10     |
| Pesi massimi leggeri | Fino a 82.5 kg | 10     |
| Pesi mediomassimi    | Fino a 90 kg   | 10     |
| Pesi massimi primi   | Fino a 100 kg  | 10     |
| Pesi massimi         | Fino a 110 kg  | 12     |
| Pesi supermassimi    | Oltre i 110 kg | 10     |

## Nazioni partecipanti
Le nazioni che hanno partecipato ai campionati furono 19 per un totale di 101 atleti partecipanti. Tra parentesi i partecipanti per nazione.
- Austria (1)
- Bulgaria (10)
- Cecoslovacchia (4)
- Finlandia (5)
- Francia (4)
- Germania Est (7)
- Germania Ovest (7)
- Grecia (7)
- Italia (7)
- Norvegia (2)
- Polonia (9)
- Portogallo (1)
- Regno Unito (7)
- Romania (5)
- Spagna (5)
- Svezia (4)
- Turchia (3)
- Ungheria (6)
- Unione Sovietica (7)

## Risultati
Vennero stabiliti cinque record mondiali: uno nel totale dell'esercizio, e quattro nelle specialità singole.
| Evento  | Oro                | Oro      | Argento             | Argento  | Bronzo            | Bronzo   |
| ------- | ------------------ | -------- | ------------------- | -------- | ----------------- | -------- |
| 52 kg   |                    |          |                     |          |                   |          |
| Strappo | Sevdalin Marinov   | 115,0 kg | Traian Cihărean     | 110,0 kg | Béla Oláh         | 105,0 kg |
| Slancio | Sevdalin Marinov   | 145,0 kg | Traian Cihărean     | 140,0 kg | Béla Oláh         | 127,5 kg |
| Totale  | Sevdalin Marinov   | 260,0 kg | Traian Cihărean     | 250,0 kg | Béla Oláh         | 232,5 kg |
| 56 kg   |                    |          |                     |          |                   |          |
| Strappo | Mitko Grăblev      | 120,0 kg | Neno Terzijski      | 120,0 kg | Dumitru Negreanu  | 115,0 kg |
| Slancio | Mitko Grăblev      | 167,5 kg | Neno Terzijski      | 167,5 kg | Andreas Letz      | 145,0 kg |
| Totale  | Mitko Grăblev      | 287,5 kg | Neno Terzijski      | 287,5 kg | Dumitru Negreanu  | 257,5 kg |
| 60 kg   |                    |          |                     |          |                   |          |
| Strappo | Naim Süleymanoğlu  | 150,0 kg | Stefan Topurov      | 145,0 kg | Attila Czanka     | 140,0 kg |
| Slancio | Naim Süleymanoğlu  | 180,0 kg | Stefan Topurov      | 177,5 kg | Attila Czanka     | 175,0 kg |
| Totale  | Naim Süleymanoğlu  | 330,0 kg | Stefan Topurov      | 322,5 kg | Attila Czanka     | 315,0 kg |
| 67,5 kg |                    |          |                     |          |                   |          |
| Strappo | Valerij Jurov      | 147,5 kg | Joachim Kunz        | 142,5 kg | Bogdan Bakuła     | 137,5 kg |
| Slancio | Valerij Jurov      | 180,0 kg | Joachim Kunz        | 177,5 kg | Reijo Kiiskilä    | 165,0 kg |
| Totale  | Valerij Jurov      | 327,5 kg | Joachim Kunz        | 320,0 kg | Bogdan Bakuła     | 302,5 kg |
| 75 kg   |                    |          |                     |          |                   |          |
| Strappo | Angel Genčev       | 162,5 kg | Andrei Socaci       | 160,0 kg | Waldemar Kosiński | 157,5 kg |
| Slancio | Angel Genčev       | 210,0 kg | Andrei Socaci       | 190,0 kg | Waldemar Kosiński | 185,0 kg |
| Totale  | Angel Genčev       | 372,5 kg | Andrei Socaci       | 350,0 kg | Waldemar Kosiński | 342,5 kg |
| 82,5 kg |                    |          |                     |          |                   |          |
| Strappo | Sergej Li          | 175,0 kg | Constantin Urdaș    | 172,5 kg | Aleksandr Gusakov | 170,0 kg |
| Slancio | Constantin Urdaș   | 215,0 kg | Sergej Li           | 210,0 kg | Aleksandr Gusakov | 205,0 kg |
| Totale  | Constantin Urdaș   | 387,5 kg | Sergej Li           | 385,0 kg | Aleksandr Gusakov | 375,0 kg |
| 90 kg   |                    |          |                     |          |                   |          |
| Strappo | Ivan Čakărov       | 187,5 kg | Anatolij Chrapatyj  | 185,0 kg | Rumen Teodosiev   | 180,0 kg |
| Slancio | Anatolij Chrapatyj | 235,0 kg | Ivan Čakărov        | 230,0 kg | Rumen Teodosiev   | 220,0 kg |
| Totale  | Anatolij Chrapatyj | 420,0 kg | Ivan Čakărov        | 417,5 kg | Rumen Teodosiev   | 400,0 kg |
| 100 kg  |                    |          |                     |          |                   |          |
| Strappo | Andor Szanyi       | 185,0 kg | Aleksandr Popov     | 185,0 kg | Detelin Petrov    | 185,0 kg |
| Slancio | Detelin Petrov     | 240,0 kg | Aleksandr Popov     | 237,5 kg | Andor Szanyi      | 235,0 kg |
| Totale  | Detelin Petrov     | 425,0 kg | Aleksandr Popov     | 422,5 kg | Andor Szanyi      | 420,0 kg |
| 110 kg  |                    |          |                     |          |                   |          |
| Strappo | Jurij Zacharevič   | 203,5 kg | Norberto Oberburger | 195,0 kg | Ronny Weller      | 192,5 kg |
| Slancio | Jurij Zacharevič   | 250,5 kg | Stefan Botev        | 247,5 kg | Ronny Weller      | 242,5 kg |
| Totale  | Jurij Zacharevič   | 452,5 kg | Stefan Botev        | 437,5 kg | Ronny Weller      | 435,0 kg |
| +110 kg |                    |          |                     |          |                   |          |
| Strappo | Leonid Taranenko   | 207,5 kg | Antonio Krăstev     | 202,5 kg | Manfred Nerlinger | 185,0 kg |
| Slancio | Manfred Nerlinger  | 257,5 kg | Leonid Taranenko    | 255,0 kg | Antonio Krăstev   | 245,0 kg |
| Totale  | Leonid Taranenko   | 462,5 kg | Antonio Krăstev     | 447,5 kg | Manfred Nerlinger | 442,5 kg |

## Medagliere

### Grandi (totale)
Riferito al totale dell'esercizio: 8 nazioni sono entrate nel medagliere.
| Posiz. | Nazione          | Oro | Argento | Bronzo | Totale |
| ------ | ---------------- | --- | ------- | ------ | ------ |
| 1      | Bulgaria         | 4   | 5       | 1      | 10     |
| 2      | Unione Sovietica | 4   | 2       | 1      | 7      |
| 3      | Romania          | 1   | 2       | 2      | 5      |
| 4      | Turchia          | 1   | 0       | 0      | 1      |
| 5      | Germania Est     | 0   | 1       | 1      | 2      |
| 6      | Ungheria         | 0   | 0       | 2      | 2      |
| 6      | Polonia          | 0   | 0       | 2      | 2      |
| 8      | Germania Ovest   | 0   | 0       | 1      | 1      |
| Totale | Totale           | 10  | 10      | 10     | 30     |

### Grandi (totale) e Piccole (Strappo e Slancio)
Riferito al totale dell'esercizio e delle due specialità: 10 nazioni sono entrate nel medagliere.
| Posiz. | Nazione          | Oro | Argento | Bronzo | Totale |
| ------ | ---------------- | --- | ------- | ------ | ------ |
| 1      | Bulgaria         | 12  | 12      | 5      | 29     |
| 2      | Unione Sovietica | 11  | 7       | 3      | 21     |
| 3      | Turchia          | 3   | 0       | 0      | 3      |
| 4      | Romania          | 2   | 7       | 5      | 14     |
| 5      | Ungheria         | 1   | 0       | 5      | 6      |
| 6      | Germania Ovest   | 1   | 0       | 2      | 3      |
| 7      | Germania Est     | 0   | 3       | 4      | 7      |
| 8      | Polonia          | 0   | 0       | 5      | 5      |
| 9      | Italia           | 0   | 1       | 0      | 1      |
| 10     | Finlandia        | 0   | 0       | 1      | 1      |
| Totale | Totale           | 30  | 30      | 30     | 90     |

## Gare

### 52 kg
| Pos. | Atleta                   | Gruppo | Peso corpo | Strappo (kg) | Strappo (kg) | Strappo (kg) | Strappo (kg) | Slancio (kg) | Slancio (kg) | Slancio (kg) | Slancio (kg) | Totale |
| Pos. | Atleta                   | Gruppo | Peso corpo | 1            | 2            | 3            | Pos.         | 1            | 2            | 3            | Pos.         | Totale |
| ---- | ------------------------ | ------ | ---------- | ------------ | ------------ | ------------ | ------------ | ------------ | ------------ | ------------ | ------------ | ------ |
| 1    | Sevdalin Marinov (BGR)   | A      | 52.00      | 115          | –            | –            | 1            | 145          | –            | –            | 1            | 260    |
| 2    | Traian Cihărean (ROU)    | A      | 51.75      | 110          | –            | –            | 2            | 140          | –            | –            | 2            | 250    |
| 3    | Béla Oláh (HUN)          | A      | 51.95      | 105          | –            | –            | 3            | 127,5        | –            | –            | 3            | 232,5  |
| 4    | Torstein Bergk (DDR)     | A      | 51.95      | 100          | –            | –            | 4            | 125          | –            | –            | 4            | 225    |
| 5    | José Andrés Ibáñez (ESP) | A      | 51.95      | 97,5         | –            | –            | 5            | 125          | –            | –            | 5            | 222,5  |
| 6    | Levent Erdoğan (TUR)     | A      | 51.85      | 95           | –            | –            | 6            | 120          | –            | –            | 7            | 215    |
| 7    | Ignacy Adamczyk (POL)    | A      | 51.75      | 92,5         | –            | –            | 7            | 120          | –            | –            | 6            | 212,5  |
| 8    | Petri Kantola (FIN)      | A      | 51.80      | 90           | –            | –            | 8            | 110          | –            | –            | 8            | 200    |

### 56 kg
| Pos. | Atleta                    | Gruppo | Peso corpo | Strappo (kg) | Strappo (kg) | Strappo (kg) | Strappo (kg) | Slancio (kg) | Slancio (kg) | Slancio (kg) | Slancio (kg) | Totale |
| Pos. | Atleta                    | Gruppo | Peso corpo | 1            | 2            | 3            | Pos.         | 1            | 2            | 3            | Pos.         | Totale |
| ---- | ------------------------- | ------ | ---------- | ------------ | ------------ | ------------ | ------------ | ------------ | ------------ | ------------ | ------------ | ------ |
| 1    | Mitko Grăblev (BGR)       | A      | 55.90      | 120          | –            | –            | 1            | 167,5        | –            | –            | 1            | 287,5  |
| 2    | Neno Terzijski (BGR)      | A      | 56.00      | 120          | –            | –            | 2            | 167,5        | –            | –            | 2            | 287,5  |
| 3    | Dumitru Negreanu (ROU)    | A      | 55.70      | 115          | –            | –            | 3            | 142,5        | –            | –            | 4            | 257,5  |
| 4    | Géza Pátrovics (HUN)      | A      | 55.75      | 107,5        | –            | –            | 7            | 142,5        | –            | –            | 5            | 250    |
| 5    | Arvo Ojalehto (FIN)       | A      | 55.50      | 107,5        | –            | –            | 5            | 140          | –            | –            | 6            | 247,5  |
| 6    | Andreas Letz (DDR)        | A      | 55.90      | 102,5        | –            | –            | 9            | 145          | –            | –            | 3            | 247,5  |
| 7    | Giovanni Scarantino (ITA) | A      | 55.55      | 110          | –            | –            | 4            | 135          | –            | –            | 7            | 245    |
| 8    | Imrich Rusnyak (TCH)      | A      | 55.55      | 102,5        | –            | –            | 8            | 135          | –            | –            | 8            | 237,5  |
| 9    | José Zurera (ESP)         | A      | 55.65      | 107,5        | –            | –            | 6            | 130          | –            | –            | 9            | 237,5  |
| 10   | Laurent Fombertasse (FRA) | A      | 55.70      | 100          | –            | –            | 10           | 127,5        | –            | –            | 10           | 227,5  |
| 11   | Adil Gul (TUR)            | A      | 55.90      | 100          | –            | –            | 11           | 127,5        | –            | –            | 11           | 227,5  |

### 60 kg
| Pos. | Atleta                    | Gruppo | Peso corpo | Strappo (kg) | Strappo (kg) | Strappo (kg) | Strappo (kg) | Slancio (kg) | Slancio (kg) | Slancio (kg) | Slancio (kg) | Totale |
| Pos. | Atleta                    | Gruppo | Peso corpo | 1            | 2            | 3            | Pos.         | 1            | 2            | 3            | Pos.         | Totale |
| ---- | ------------------------- | ------ | ---------- | ------------ | ------------ | ------------ | ------------ | ------------ | ------------ | ------------ | ------------ | ------ |
| 1    | Naim Süleymanoğlu (TUR)   | A      | 59.85      | 150          | –            | –            | 1            | 180          | –            | –            | 1            | 330    |
| 2    | Stefan Topurov (BGR)      | A      | 59.90      | 145          | –            | –            | 2            | 177,5        | –            | –            | 2            | 322,5  |
| 3    | Attila Czanka (ROU)       | A      | 59.70      | 140          | –            | –            | 3            | 175          | –            | –            | 3            | 315    |
| 4    | Jan Rosenberger (DDR)     | A      | 59.70      | 122,5        | –            | –            | 4            | 152,5        | –            | –            | 4            | 275    |
| 5    | Dionisio Muñoz (ESP)      | A      | 59.75      | 122,5        | –            | –            | 5            | 150          | –            | –            | 6            | 272,5  |
| 6    | Yannis Sidiropoulos (GRC) | A      | 59.35      | 120          | –            | –            | 6            | 150          | –            | –            | 5            | 270    |
| 7    | Joaquim Valle (ESP)       | A      | 59.45      | 112,5        | –            | –            | 7            | 140          | –            | –            | 8            | 252,5  |
| 8    | Geoffrey Laws (GBR)       | A      | 59.90      | 107,5        | –            | –            | 8            | 142,5        | –            | –            | 7            | 250    |
| 9    | Pascal Arnou (FRA)        | A      | 59.40      | 105          | –            | –            | 9            | 135          | –            | –            | 9            | 240    |
| 10   | Petri Kilponen (FIN)      | A      | 59.80      | 102,5        | –            | –            | 10           | 130          | –            | –            | 10           | 232,5  |

### 67,5 kg
| Pos. | Atleta                        | Gruppo | Peso corpo | Strappo (kg) | Strappo (kg) | Strappo (kg) | Strappo (kg) | Slancio (kg) | Slancio (kg) | Slancio (kg) | Slancio (kg) | Totale |
| Pos. | Atleta                        | Gruppo | Peso corpo | 1            | 2            | 3            | Pos.         | 1            | 2            | 3            | Pos.         | Totale |
| ---- | ----------------------------- | ------ | ---------- | ------------ | ------------ | ------------ | ------------ | ------------ | ------------ | ------------ | ------------ | ------ |
| 1    | Valery Yurov (URS)            | A      | 67.20      | 147,5        | –            | –            | 1            | 180          | –            | –            | 1            | 327,5  |
| 2    | Joachim Kunz (DDR)            | A      | 67.50      | 142,5        | –            | –            | 2            | 177,5        | –            | –            | 2            | 320    |
| 3    | Bogdan Bakuła (POL)           | A      | 66.25      | 137,5        | –            | –            | 3            | 165          | –            | –            | 3            | 302,5  |
| 4    | Reijo Kiiskilä (FIN)          | A      | 66.75      | 130          | –            | –            | 4            | 165          | –            | –            | 4            | 295    |
| 5    | Fernando Mariaca (ESP)        | A      | 67.05      | 127,5        | –            | –            | 6            | 165          | –            | –            | 5            | 292,5  |
| 6    | Christos Konstantinidis (GRC) | A      | 67.25      | 130          | –            | –            | 5            | 155          | –            | –            | 8            | 285    |
| 7    | Nicola La Carpia (ITA)        | A      | 67.05      | 125          | –            | –            | 7            | 155          | –            | –            | 7            | 280    |
| 8    | Pavlos Grammatikopoulos (GRC) | A      | 66.90      | 117,5        | –            | –            | 9            | 155          | –            | –            | 6            | 272,5  |
| 9    | Lionel Gondran (FRA)          | A      | 65.50      | 115          | –            | –            | 10           | 150          | –            | –            | 9            | 265    |
| 10   | Pedro Carvalho (PRT)          | A      | 66.60      | 120          | –            | –            | 8            | 145          | –            | –            | 10           | 265    |

### 75 kg
| Pos. | Atleta                       | Gruppo | Peso corpo | Strappo (kg) | Strappo (kg) | Strappo (kg) | Strappo (kg) | Slancio (kg) | Slancio (kg) | Slancio (kg) | Slancio (kg) | Totale |
| Pos. | Atleta                       | Gruppo | Peso corpo | 1            | 2            | 3            | Pos.         | 1            | 2            | 3            | Pos.         | Totale |
| ---- | ---------------------------- | ------ | ---------- | ------------ | ------------ | ------------ | ------------ | ------------ | ------------ | ------------ | ------------ | ------ |
| 1    | Angel Genchev (BGR)          | A      | 74.75      | 162,5        | –            | –            | 1            | 210          | –            | –            | 1            | 372,5  |
| 2    | Andrei Socaci (ROU)          | A      | 74.50      | 160          | –            | –            | 2            | 190          | –            | –            | 2            | 350    |
| 3    | Waldemar Kosiński (POL)      | A      | 72.05      | 157,5        | –            | –            | 3            | 185          | –            | –            | 3            | 342,5  |
| 4    | Ingo Steinhöfel (DDR)        | A      | 75.00      | 155          | –            | –            | 4            | 180          | –            | –            | 5            | 335    |
| 5    | Pietro Pujia (ITA)           | A      | 74.80      | 145          | –            | –            | 6            | 182,5        | –            | –            | 4            | 327,5  |
| 6    | Karl-Heinz Radschinsky (FRG) | A      | 74.80      | 145          | –            | –            | 7            | 177,5        | –            | –            | 7            | 322,5  |
| 7    | Angelo Mannironi (ITA)       | A      | 74.65      | 142,5        | –            | –            | 8            | 177,5        | –            | –            | 6            | 320    |
| 8    | Jaarli Pirkkio (FIN)         | A      | 74.75      | 140          | –            | –            | 9            | 175          | –            | –            | 8            | 315    |
| 9    | Dean Willey (GBR)            | A      | 72.00      | 145          | –            | –            | 5            | 165          | –            | –            | 10           | 310    |
| 10   | John Christensen (SWE)       | A      | 74.95      | 140          | –            | –            | 10           | 170          | –            | –            | 9            | 310    |

### 82,5 kg
| Pos. | Atleta                   | Gruppo | Peso corpo | Strappo (kg) | Strappo (kg) | Strappo (kg) | Strappo (kg) | Slancio (kg) | Slancio (kg) | Slancio (kg) | Slancio (kg) | Totale |
| Pos. | Atleta                   | Gruppo | Peso corpo | 1            | 2            | 3            | Pos.         | 1            | 2            | 3            | Pos.         | Totale |
| ---- | ------------------------ | ------ | ---------- | ------------ | ------------ | ------------ | ------------ | ------------ | ------------ | ------------ | ------------ | ------ |
| 1    | Constantin Urdaș (ROU)   | A      | 82.00      | 172,5        | –            | –            | 2            | 215          | –            | –            | 1            | 387,5  |
| 2    | Sergey Li (URS)          | A      | 81.95      | 175          | –            | –            | 1            | 210          | –            | –            | 2            | 385    |
| 3    | Aleksandr Gusakov (URS)  | A      | 82.10      | 170          | –            | –            | 3            | 205          | –            | –            | 3            | 375    |
| 4    | David Morgan (GBR)       | A      | 80.90      | 165          | –            | –            | 4            | 200          | –            | –            | 6            | 365    |
| 5    | István Messzi (HUN)      | A      | 81.85      | 162,5        | –            | –            | 6            | 202,5        | –            | –            | 4            | 365    |
| 6    | Hilary Cofalik (POL)     | A      | 82.00      | 165          | –            | –            | 5            | 200          | –            | –            | 7            | 365    |
| 7    | Daniel Bango (TCH)       | A      | 82.05      | 162,5        | –            | –            | 7            | 202,5        | –            | –            | 5            | 365    |
| 8    | Marek Maslany (POL)      | A      | 82.20      | 162,5        | –            | –            | 8            | 195          | –            | –            | 9            | 357,5  |
| 9    | Fausto Tosi (ITA)        | A      | 81.60      | 157,5        | –            | –            | 9            | 195          | –            | –            | 8            | 352,5  |
| 10   | Pavlos Lespouridis (GRC) | A      | 81.95      | 150          | –            | –            | 10           | 185          | –            | –            | 10           | 335    |

### 90 kg
| Pos. | Atleta                   | Gruppo | Peso corpo | Strappo (kg) | Strappo (kg) | Strappo (kg) | Strappo (kg) | Slancio (kg) | Slancio (kg) | Slancio (kg) | Slancio (kg) | Totale |
| Pos. | Atleta                   | Gruppo | Peso corpo | 1            | 2            | 3            | Pos.         | 1            | 2            | 3            | Pos.         | Totale |
| ---- | ------------------------ | ------ | ---------- | ------------ | ------------ | ------------ | ------------ | ------------ | ------------ | ------------ | ------------ | ------ |
| 1    | Anatolij Chrapatyj (URS) | A      | 89.65      | 185          | –            | –            | 2            | 235          | –            | –            | 1            | 420    |
| 2    | Ivan Čakărov (BGR)       | A      | 89.55      | 187,5        | –            | –            | 1            | 230          | –            | –            | 2            | 417,5  |
| 3    | Rumen Teodosiev (BGR)    | A      | 89.35      | 180          | –            | –            | 3            | 220          | –            | –            | 3            | 400    |
| 4    | Attila Buda (HUN)        | A      | 89.65      | 170          | –            | –            | 4            | 210          | –            | –            | 4            | 380    |
| 5    | Flako Jeschke (DDR)      | A      | 89.75      | 167,5        | –            | –            | 5            | 205          | –            | –            | 5            | 372,5  |
| 6    | Krzysztof Siemion (POL)  | A      | 83.35      | 162,5        | –            | –            | 6            | 200          | –            | –            | 6            | 362,5  |
| 7    | Roland Feldhoffer (FRG)  | A      | 89.25      | 155          | –            | –            | 9            | 192,5        | –            | –            | 8            | 347,5  |
| 8    | David Mercer (GBR)       | A      | 89.65      | 157,5        | –            | –            | 8            | 190          | –            | –            | 9            | 347,5  |
| 9    | Bijan Rezaei (SWE)       | A      | 89.65      | 150          | –            | –            | 10           | 197,5        | –            | –            | 7            | 347,5  |
| 10   | Luca Calzolari (ITA)     | A      | 89.05      | 160          | –            | –            | 7            | 185          | –            | –            | 10           | 345    |

### 100 kg
| Pos. | Atleta                   | Gruppo | Peso corpo | Strappo (kg) | Strappo (kg) | Strappo (kg) | Strappo (kg) | Slancio (kg) | Slancio (kg) | Slancio (kg) | Slancio (kg) | Totale |
| Pos. | Atleta                   | Gruppo | Peso corpo | 1            | 2            | 3            | Pos.         | 1            | 2            | 3            | Pos.         | Totale |
| ---- | ------------------------ | ------ | ---------- | ------------ | ------------ | ------------ | ------------ | ------------ | ------------ | ------------ | ------------ | ------ |
| 1    | Detelin Petrov (BGR)     | A      | 99.60      | 185          | –            | –            | 3            | 240          | –            | –            | 1            | 425    |
| 2    | Aleksandr Popov (URS)    | A      | 98.40      | 185          | –            | –            | 2            | 237,5        | –            | –            | 2            | 422,5  |
| 3    | Andor Szanyi (HUN)       | A      | 98.05      | 185          | –            | –            | 1            | 235          | –            | –            | 3            | 420    |
| 4    | Piotr Krukowski (POL)    | A      | 97.50      | 180          | –            | –            | 4            | 217,5        | –            | –            | 4            | 397,5  |
| 5    | Francis Tournefier (FRA) | A      | 99.35      | 167,5        | –            | –            | 6            | 207,5        | –            | –            | 6            | 375    |
| 6    | Maik Nill (FRG)          | A      | 98.50      | 165          | –            | –            | 7            | 207,5        | –            | –            | 5            | 372,5  |
| 7    | Axel Strompf (FRG)       | A      | 99.25      | 162,5        | –            | –            | 9            | 202,5        | –            | –            | 7            | 365    |
| 8    | Tom Soderholm (SWE)      | A      | 99.65      | 170          | –            | –            | 5            | 190          | –            | –            | 10           | 360    |
| 9    | Andrew Saxton (GBR)      | A      | 98.55      | 162,5        | –            | –            | 8            | 190          | –            | –            | 9            | 352,5  |
| 10   | Pavlos Drakopoulos (GRC) | A      | 99.65      | 155          | –            | –            | 10           | 197,5        | –            | –            | 8            | 352,5  |

### 110 kg
| Pos. | Atleta                    | Gruppo | Peso corpo | Strappo (kg) | Strappo (kg) | Strappo (kg) | Strappo (kg) | Slancio (kg) | Slancio (kg) | Slancio (kg) | Slancio (kg) | Totale |
| Pos. | Atleta                    | Gruppo | Peso corpo | 1            | 2            | 3            | Pos.         | 1            | 2            | 3            | Pos.         | Totale |
| ---- | ------------------------- | ------ | ---------- | ------------ | ------------ | ------------ | ------------ | ------------ | ------------ | ------------ | ------------ | ------ |
| 1    | Jurij Zacharevič (URS)    | A      | 109.70     | 202,5        | –            | –            | 1            | 250          | –            | –            | 1            | 452,5  |
| 2    | Stefan Botev (BGR)        | A      | 109.80     | 190          | –            | –            | 4            | 247,5        | –            | –            | 2            | 437,5  |
| 3    | Ronny Weller (FRG)        | A      | 107.40     | 192,5        | –            | –            | 3            | 242,5        | –            | –            | 3            | 435    |
| 4    | Norberto Oberburger (ITA) | A      | 109.75     | 195          | –            | –            | 2            | 232,5        | –            | –            | 4            | 427,5  |
| 5    | József Jacsó (HUN)        | A      | 106.90     | 182,5        | –            | –            | 7            | 222,5        | –            | –            | 5            | 405    |
| 6    | Andrew Davies (GBR)       | A      | 109.35     | 185          | –            | –            | 6            | 220          | –            | –            | 6            | 405    |
| 7    | Piotr Banaszak (POL)      | A      | 107.35     | 185          | –            | –            | 5            | 210          | –            | –            | 8            | 395    |
| 8    | Franck Seipelt (FRG)      | A      | 108.65     | 165          | –            | –            | 10           | 215          | –            | –            | 7            | 380    |
| 9    | Eduard Othlinger (FRG)    | A      | 109.35     | 172,5        | –            | –            | 8            | 205          | –            | –            | 10           | 377,5  |
| 10   | Oystein Holt (NOR)        | A      | 107.65     | 160          | –            | –            | 12           | 205          | –            | –            | 9            | 365    |
| 11   | Mark Thomas (GBR)         | A      | 108.25     | 165          | –            | –            | 9            | 200          | –            | –            | 11           | 365    |
| 12   | George Panagiotakis (GRC) | A      | 108.65     | 165          | –            | –            | 11           | 200          | –            | –            | 12           | 365    |

### Oltre 110 kg
| Pos. | Atleta                   | Gruppo | Peso corpo | Strappo (kg) | Strappo (kg) | Strappo (kg) | Strappo (kg) | Slancio (kg) | Slancio (kg) | Slancio (kg) | Slancio (kg) | Totale |
| Pos. | Atleta                   | Gruppo | Peso corpo | 1            | 2            | 3            | Pos.         | 1            | 2            | 3            | Pos.         | Totale |
| ---- | ------------------------ | ------ | ---------- | ------------ | ------------ | ------------ | ------------ | ------------ | ------------ | ------------ | ------------ | ------ |
| 1    | Leonid Taranenko (URS)   | A      | 142.40     | 207,5        | –            | –            | 1            | 255          | –            | –            | 2            | 462,5  |
| 2    | Antonio Krăstev (BGR)    | A      | 166.70     | 202,5        | –            | –            | 2            | 245          | –            | –            | 3            | 447,5  |
| 3    | Manfred Nerlinger (FRG)  | A      | 151.00     | 185          | –            | –            | 3            | 257,5        | –            | –            | 1            | 442,5  |
| 4    | Jiří Zubrický (TCH)      | A      | 162.50     | 185          | –            | –            | 4            | 235          | –            | –            | 4            | 420    |
| 5    | Petr Hudeček (TCH)       | A      | 129.75     | 180          | –            | –            | 5            | 217,5        | –            | –            | 6            | 397,5  |
| 6    | Stefan Laggner (AUT)     | A      | 139.30     | 172,5        | –            | –            | 8            | 220          | –            | –            | 5            | 392,5  |
| 7    | Robert Skolimowski (POL) | A      | 156.80     | 175          | –            | –            | 7            | 217,5        | –            | –            | 7            | 392,5  |
| 8    | Yannis Tsintsaris (GRC)  | A      | 130.20     | 177,5        | –            | –            | 6            | 212,5        | –            | –            | 8            | 390    |
| 9    | Anders Bergström (SWE)   | A      | 111.75     | 170          | –            | –            | 9            | 192,5        | –            | –            | 10           | 362,5  |
| 10   | Stig Ovrebo (NOR)        | A      | 118.80     | 160          | –            | –            | 10           | 195          | –            | –            | 9            | 355    |

## Nazioni partecipanti unificato
Di seguito si riportano le nazioni partecipanti unificate delle due edizioni separate. Complessivamente, alle edizioni parteciparono 151 tra atleti e atlete in rappresentanza di 20 nazioni.
- Australia (1)
- Austria (2)
- Bulgaria (19)
- Cecoslovacchia (4)
- Finlandia (10)
- Francia (7)
- Germania Est (7)
- Germania Ovest (10)
- Grecia (8)
- Italia (12)
- Norvegia (2)
- Polonia (9)
- Portogallo (2)
- Regno Unito (16)
- Romania (5)
- Spagna (8)
- Svezia (4)
- Turchia (3)
- Ungheria (15)
- Unione Sovietica (7)

## Medagliere unificato
Di seguito si riporta il medagliere unificato delle due edizioni separate.

### Grandi (totale) unificato
Riferito al totale dell'esercizio: 16 nazioni sono entrate nel medagliere.
| Posiz. | Nazione          | Oro | Argento | Bronzo | Totale |
| ------ | ---------------- | --- | ------- | ------ | ------ |
| 1      | Bulgaria         | 7   | 10      | 1      | 18     |
| 2      | Unione Sovietica | 4   | 2       | 1      | 7      |
| 3      | Regno Unito      | 2   | 1       | 2      | 5      |
| 4      | Romania          | 1   | 2       | 2      | 5      |
| 5      | Ungheria         | 1   | 1       | 7      | 9      |
| 6      | Grecia           | 1   | 0       | 0      | 1      |
| 6      | Italia           | 1   | 0       | 0      | 1      |
| 6      | Portogallo       | 1   | 0       | 0      | 1      |
| 6      | Turchia          | 1   | 0       | 0      | 1      |
| 10     | Germania Est     | 0   | 1       | 1      | 2      |
| 11     | Spagna           | 0   | 1       | 0      | 1      |
| 11     | Francia          | 0   | 1       | 0      | 1      |
| 13     | Polonia          | 0   | 0       | 2      | 2      |
| 14     | Austria          | 0   | 0       | 1      | 1      |
| 14     | Finlandia        | 0   | 0       | 1      | 1      |
| 14     | Germania Ovest   | 0   | 0       | 1      | 1      |
| Totale | Totale           | 19  | 19      | 19     | 57     |

### Grandi (totale) e Piccole (Strappo e Slancio) unificato
Riferito al totale dell'esercizio e delle due specialità. Quattro nazioni rimasero fuori dal medagliere: Australia, Cecoslovacchia, Norvegia e Svezia.
| Posiz. | Nazione          | Oro | Argento | Bronzo | Totale |
| ------ | ---------------- | --- | ------- | ------ | ------ |
| 1      | Bulgaria         | 21  | 25      | 8      | 54     |
| 2      | Unione Sovietica | 11  | 7       | 3      | 21     |
| 3      | Ungheria         | 6   | 3       | 18     | 27     |
| 4      | Regno Unito      | 5   | 2       | 6      | 13     |
| 5      | Italia           | 3   | 2       | 1      | 6      |
| 6      | Turchia          | 3   | 0       | 0      | 3      |
| 6      | Portogallo       | 3   | 0       | 0      | 3      |
| 8      | Romania          | 2   | 7       | 5      | 14     |
| 9      | Grecia           | 1   | 2       | 0      | 3      |
| 10     | Spagna           | 1   | 1       | 1      | 3      |
| 11     | Germania Ovest   | 1   | 0       | 2      | 3      |
| 12     | Francia          | 0   | 4       | 0      | 4      |
| 13     | Germania Est     | 0   | 3       | 4      | 7      |
| 14     | Finlandia        | 0   | 1       | 2      | 3      |
| 15     | Polonia          | 0   | 0       | 5      | 5      |
| 16     | Austria          | 0   | 0       | 2      | 2      |
| Totale | Totale           | 57  | 57      | 57     | 171    |